# 波索安蒂果
波索安蒂果，是西班牙卡斯蒂利亚-莱昂萨莫拉省的一个市镇。 总面积37平方公里，总人口342人（2001年），人口密度9人/平方公里。